# Zona Livre de Armas Nucleares da Ásia Central
O tratado da Zona Livre de Armas Nucleares da Ásia Central (CANWFZ) é um compromisso juridicamente vinculativo do Cazaquistão, Quirguistão, Tadjiquistão, Turcomenistão e Uzbequistão de não fabricar, adquirir, testar ou possuir armas nucleares. O tratado foi assinado em 8 de setembro de 2006 na Área de Testes de Semipalatinsk, Cazaquistão, e também é conhecido como Tratado de Semipalatinsk, Tratado de Semei ou Tratado de Semey.
O tratado foi ratificado pelo Quirguistão, Uzbequistão, Turcomenistão Tajiquistão e Cazaquistão, e entrou em vigor em 21/03/2009.

Nuclear-Weapon-Free Zones
NW states
Nuclear sharing
NPT only

## História
Os passos para o estabelecimento de tal zona começaram com a Declaração de Alma-Ata em 1992. Uma resolução pedindo o estabelecimento de tal zona foi adotada por consenso pela Assembleia Geral das Nações Unidas em 1997 e reafirmada em 2000.
Conscientes da falta de apoio das potências nucleares a um Tratado semelhante da Zona Livre de Armas Nucleares do Sudeste Asiático, os cinco membros permanentes do Conselho de Segurança estiveram envolvidos nas negociações.
Enquanto a Rússia e a China aprovaram o tratado, Estados Unidos, França e Reino Unido se opuseram a uma cláusula que afirmava que o Tratado não afetaria os direitos e obrigações dos signatários sob acordos internacionais anteriores por causa do já existente Tratado de Tashkent que envolvia a Rússia.
Os Estados Unidos também se opuseram, por princípio, ao estabelecimento de qualquer zona que perturbe "acordos de segurança existentes em detrimento da segurança regional e internacional ou restringindo de outra forma o direito inerente de autodefesa individual ou coletiva garantido na carta da ONU".
Os Estados Unidos também se opuseram à possibilidade de que o Irãpudesse solicitar a adesão ao Tratado, então essa disposição foi removida.
Os Estados Unidos, o Reino Unido e a França estavam finalmente preocupados com a possibilidade de o Tratado proibir o trânsito de armas nucleares pelo território.
Apesar das tentativas dos Estados Unidos, Reino Unido e França de bloquear o Tratado, ele foi finalmente assinado em setembro de 2006, embora tenham votado contra a Resolução da Assembleia Geral que saudou a assinatura do tratado em dezembro de 2006.
Todos os cinco membros permanentes do Conselho de Segurança (também os cinco estados com armas nucleares do TNP) assinaram o Protocolo ao tratado em 6 de maio de 2014, que fornece garantias juridicamente vinculativas para não usar ou ameaçar usar armas nucleares contra as partes do Tratado CANWFZ.
Em maio de 2016, todos os Membros Permanentes do Conselho de Segurança, exceto os Estados Unidos, ratificaram os protocolos.

## Lista de estados

Participação no Tratado da Zona Livre de Armas Nucleares da Ásia Central em novembro de 2008

### Filiação
| Estado         | Assinado              | Depositado             |
| -------------- | --------------------- | ---------------------- |
| Cazaquistão    | 8 de setembro de 2006 | 26 de novembro de 2008 |
| Quirguistão    | 8 de setembro de 2006 | 22 de março de 2007    |
| Tajiquistão    | 8 de setembro de 2006 | 12 de novembro de 2008 |
| Turquemenistão | 8 de setembro de 2006 | 19 de abril de 2008    |
| Uzbequistão    | 8 de setembro de 2006 | 2 de abril de 2007     |

### Protocolo
| Estado         | Assinado          | Depositado             |
| -------------- | ----------------- | ---------------------- |
| China          | 6 de maio de 2014 | 17 de agosto de 2015   |
| França         | 6 de maio de 2014 | 17 de novembro de 2014 |
| Rússia         | 6 de maio de 2014 | 22 de junho de 2015    |
| Reino Unido    | 6 de maio de 2014 | 30 de janeiro de 2015  |
| Estados Unidos | 6 de maio de 2014 |                        |